# 남방긴수염고래
남방긴수염고래(Eubalaena australis)는 수염고래의 일종이며, 긴수염고래속에 속하는 3가지 종 중 하나이다. 대략 7,500마리의 남방참고래가 남반구에 걸쳐 사는 것으로 생각된다.

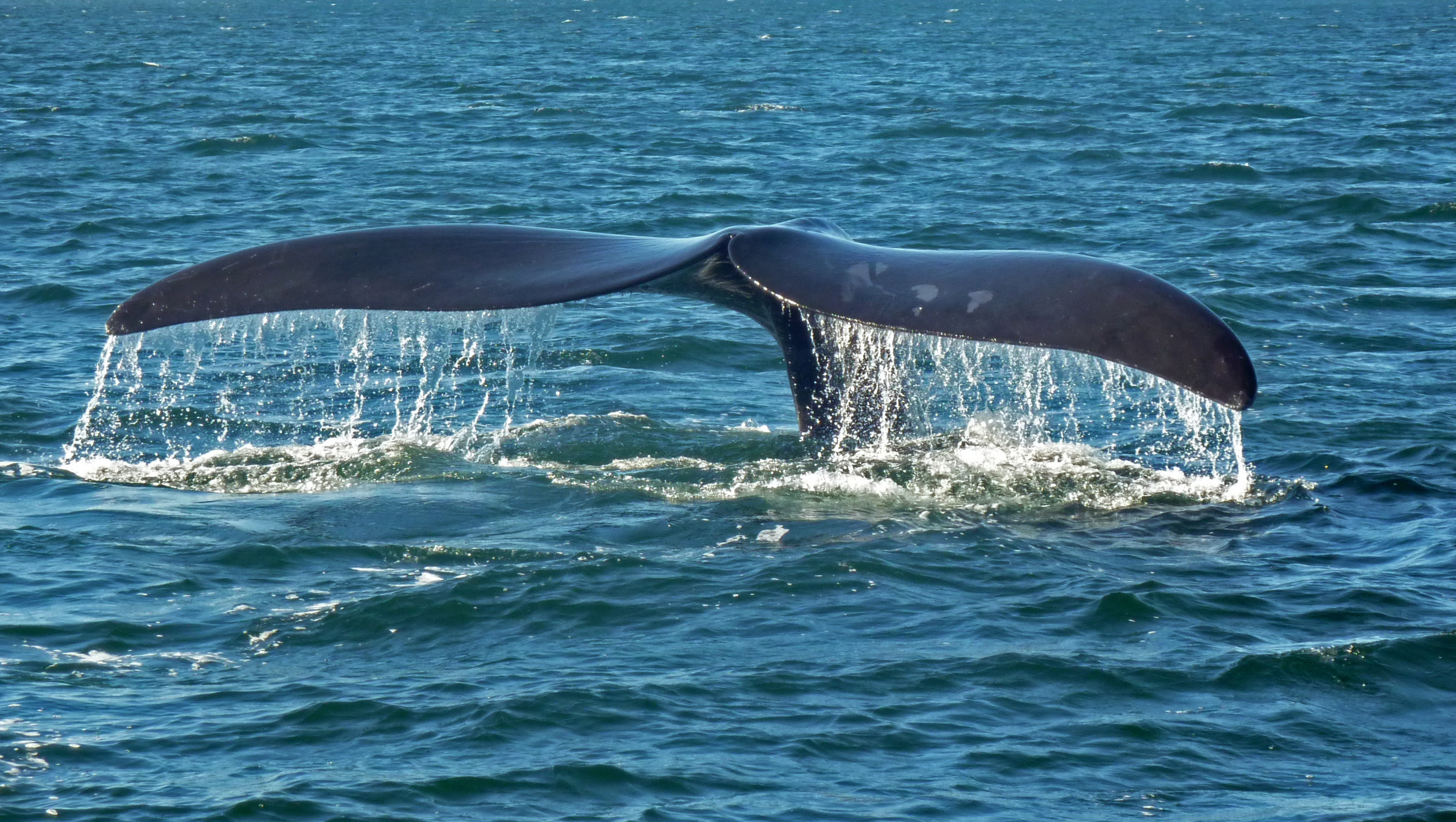
남방긴수염고래의 꼬리지느러미

## 같이 보기
- 고래류의 종 목록